# دژسلیمان

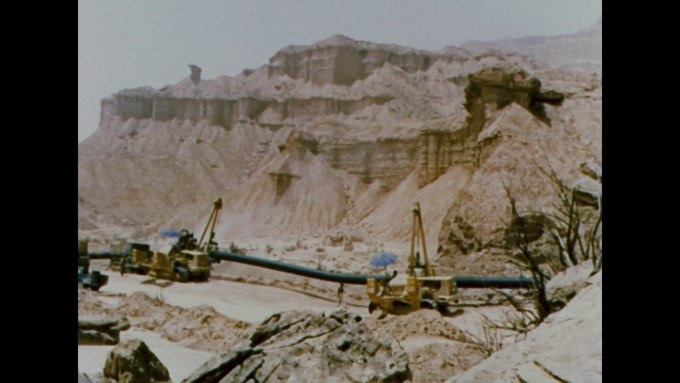
تصویر دژسلیمان - در سال 1341 شمسی

دژسلیمان، روستایی از توابع بخش مرکزی شهرستان گچساران در استان کهگیلویه و بویراحمد ایران است.
این روستا در دهستان لیشتر قرار دارد و براساس سرشماری مرکز آمار ایران در سال ۱۳۸۵، جمعیت آن ۳۶۱ نفر (۸۵ خانوار) بوده‌است.